# Gare de Skee
La gare de Skee (suédois: Skee station) est une gare ferroviaire suédoise de la ligne du Bohus, située à Skee sur le territoire de la commune de Strömstad.
C'est une halte voyageurs desservie par des trains voyageurs de la Västtrafik.

## Situation ferroviaire
La gare de bifurcation de Skee est située au point kilométrique (PK) 173,2 de la ligne du Bohus (voie unique), après la gare de Varp. Elle est également l'une des extrémités de la courte antenne qui la relie à la Strömstad.
Gare d'évitement, elle dispose d'une deuxième voie pour le croisement des trains.

## Histoire
La station de Skee est mise en service le 16 décembre 1903 par les chemins de fer de l'État, lorsqu'ils ouvrent à l'exploitation la section d'Uddevalla à Skee, longue de 85 kilomètres. Le bâtiment est l'œuvre de Folke Zettervall architecte en chef de la ligne.
Peu après cette ouverture, la création du golf privé de Strömstad est à l'origine de la création d'une courte, 7 km, antenne ferroviaire (privée) reliant les gares de Strömstad et de Skee en 1906. Rapidement l'État décide le rachat de l'antenne, un accord permet d'incorporer la ligne dans le réseau de l'État le 1er janvier 1907.
Skee est reliée à Göteborg le 1er mars 1909, lors de l'ouverture de la dernière section entre Tingstad et Göteborg.
La ligne entre Skee et Strömstad est fermée le 20 septembre 2009 en raison des travaux de construction de l’autoroute près de Skee, la Västtrafik, et par la même occasion la reconstruction de la voie ferrée de l'antenne. Un service d’autobus de substitution est mis en place entre les gares de Strömstad et Skee. Après trois années de travaux, la réouverture a lieu le 9 décembre 2012.

## Patrimoine ferroviaire
En 2007, l'ancien bâtiment voyageurs présente un état d'abandon.

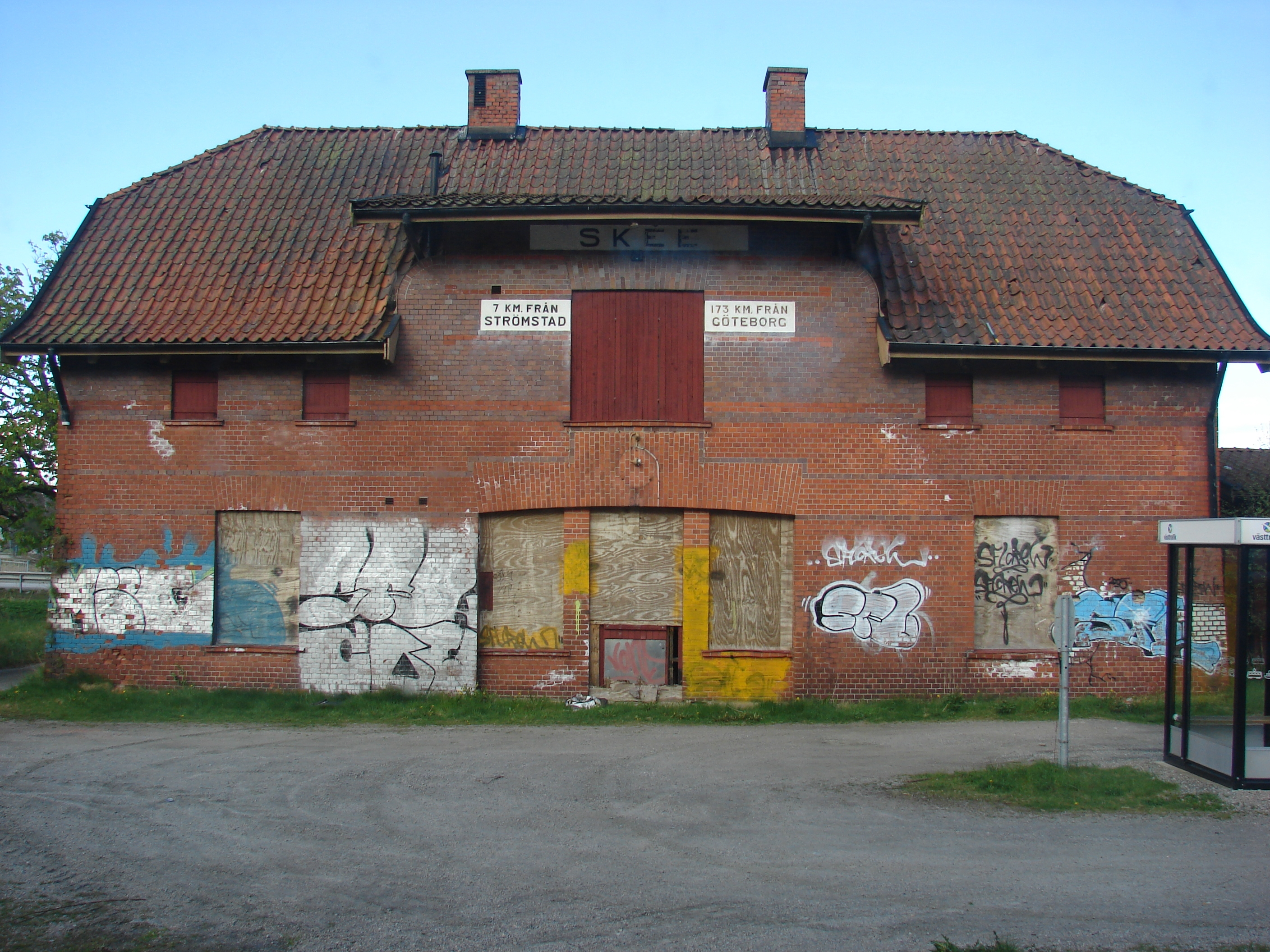
Vue en avril 2007.